# Sahra Ali Samatar
Sahra Mohamed Ali Samatar est une femme politique somalienne. 
Elle est Ministre de la femme et des droits de l'homme de Somalie, nommée à ce poste le 27 janvier 2015 par le Premier Ministre Omar Abdirashid Ali Sharmarke, et reste en fonction jusqu'au 20 mars 2017.

## Biographie
Elle appartient au clan Tumal, et est la fille de Muhammad Ali Samatar, premier ministre de Somalie du 1er février 1987 au 3 septembre 1990. 
À la suite de sa nomination comme ministre de la femme et des droits de l'homme, elle mène notamment un combat politique pour faire interdire l'excision en Somalie. Cette pratique est proscrite par le droit international et interdite dans dix-huit États africains, dont le Nigeria depuis juin 2015. Mais elle reste possible en Somalie, et cette mutilation est encore courante sur les fillettes, de 4 à 11 ans. Sahra Ali Samatar est parvenue à convaincre les autres membres du gouvernement de soutenir un projet de loi en 2015 prohibant les formes les plus sévères d'ablation des organes génitaux externes féminins. Elle veut faire amender cette loi pour une interdiction totale et a reçu le soutien du premier ministre. 1,3 million de personnes ont également signé une pétition en ligne lancée par Avaaz.org. Il est toutefois peu probable que ces amendements soient adoptés par le Parlement avant l’élection présidentielle prévue dans le courant de 2016, après peut être.
Le 21 mars 2017, elle est remplacée comme ministre par Deeqa Yasin Hajji Yusuf.